# Chaîne Pélion
Pour les articles homonymes, voir Pelion.
La chaîne Pélion est une chaîne de montagnes située dans le parc national de Cradle Mountain-Lake St Clair en Tasmanie, en Australie. L’Overland Track traverse la chaîne au niveau du col Pélion à 1 113 m d'altitude.

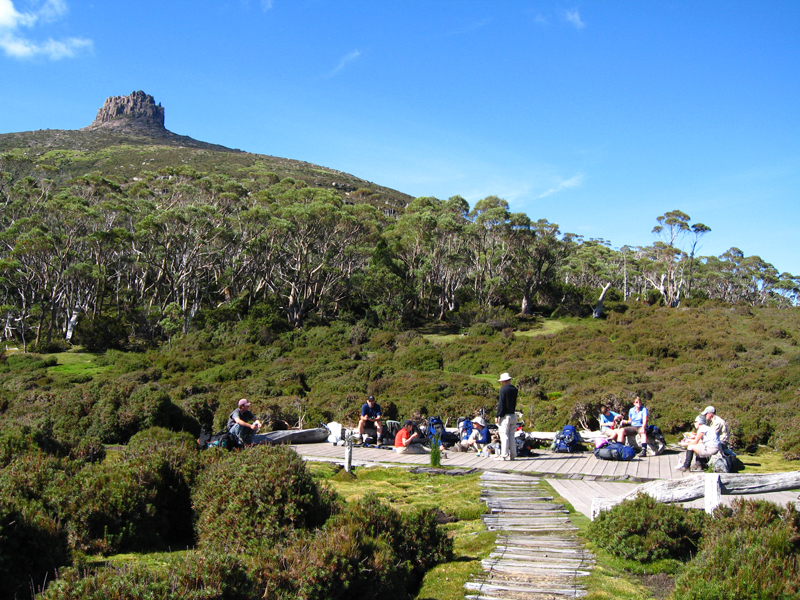
Vue du col Pélion.

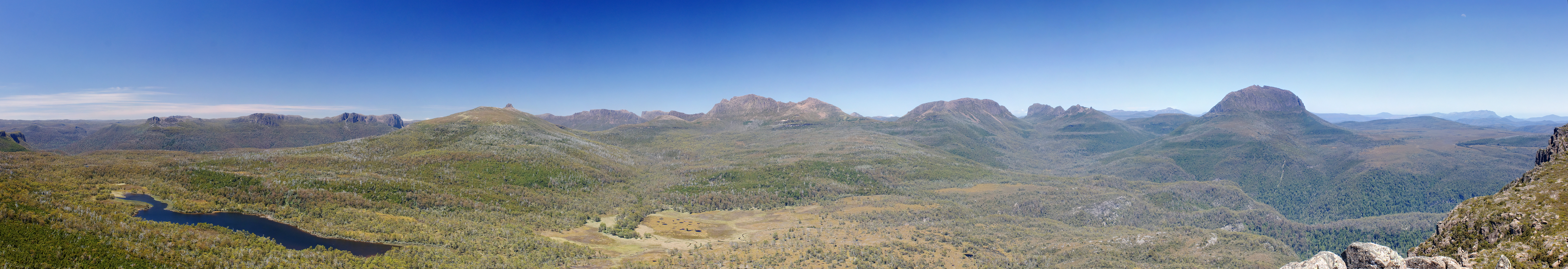
Vue de la chaîne Pélion depuis le mont Oakleigh. Cliquez sur la photo puis promener la souris sur l'image pour avoir des précisions.